# Johann Jakob Baier (Mediziner, 1677)

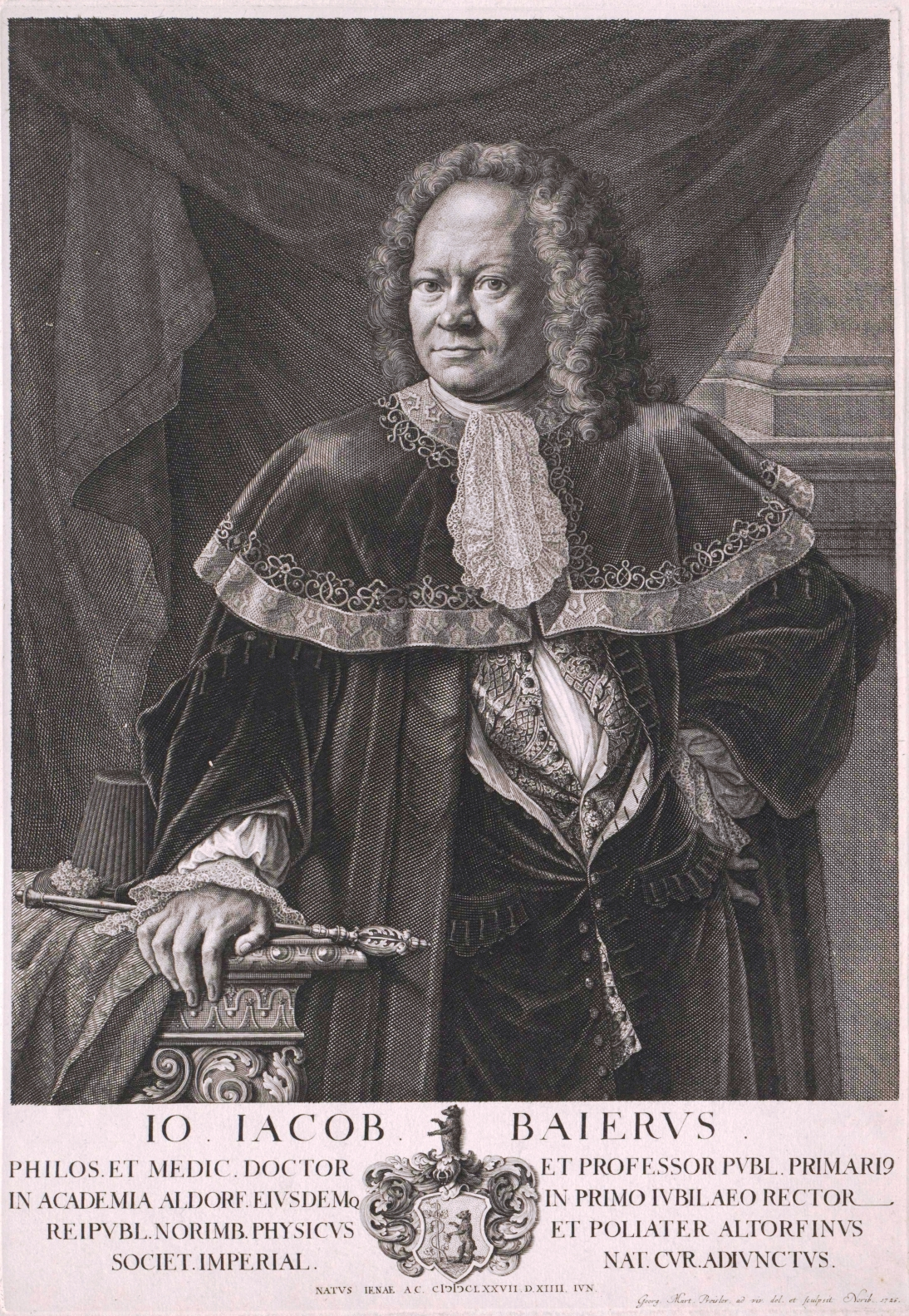
Johann Jakob Baier, Kupferstich von Georg Martin Preissler

Johann Jakob Baier (* 14. Juni 1677 in Jena; † 14. Juli 1735 in Altdorf bei Nürnberg) war ein deutscher Mediziner, Geologe und Paläontologe.

## Leben
Baier war der Sohn des evangelischen Theologen Johann Wilhelm Baier. Er studierte Medizin an den Universitäten Jena und Halle. Nach mehreren Reisen kehrte er 1700 nach Jena zurück, wo er zum Magister der Philosophie und Doktor der Medizin ernannt wurde. 1701 zog er nach Nürnberg, um dort als Arzt zu praktizieren. Danach wurde er Stadtarzt in Regensburg.
Mit 27 Jahren berief man ihn als Professor der Medizin an die Universität Altdorf. 1708 wurde er zum Mitglied der Gelehrtenakademie Leopoldina gewählt. Als Baier 1730 als Nachfolger des verstorbenen Lukas Schröck zum Präsidenten der Leopoldina gewählt wurde, holte er die Bibliothek der Gesellschaft von Augsburg nach Altdorf. Als Präsident wählte sich Baier Eugenianus I. zum Gesellschaftsnamen.
Auf Grund dieser Wahl wurde man auf Baier aufmerksam und kurze Zeit darauf wurde er zum kaiserlichen Leibarzt berufen. Als Dank für diese geleisteten Dienste wurde Baier nach einigen Jahren zu einem Pfalzgrafen geadelt.
Nach längeren Vorarbeiten veröffentlichte Baier eine Gesteinskunde der Nürnberger Gegend und legte damit den Grundstein der Geologie in Franken. So beschrieb er bereits in seinem Werk Oryctographia Norica die mittelfränkische Höhle Alfelder Windloch. Den Botanischen Garten der Universität Altdorf wertete er enorm auf, als er diesen in die Pharmazeutik mit einband.
Der Mediziner Ferdinand Jakob Baier war sein Sohn.
Im Alter von 58 Jahren starb Johann Jakob Baier am 14. Juli 1735 in Altdorf.

## Schriften
- Horti medici academici Altorfensis historia. Altdorf 1727.
- Biographiae professorum medicinae, qui in Academia Altofiana unquam vixerunt (1728)
- Oryctographia Norica (1708)